# Bellevue (Ohio)
Bellevue ist eine City im  in Huron, Erie und Sandusky County im US-amerikanischen Bundesstaat Ohio. Das U.S. Census Bureau ermittelte bei der Volkszählung 2020 eine Einwohnerzahl von 8249.
Bellevue ist ein Teil des Sandusky-Metropolgebiets und Eisenbahnknoten allerdings nur für den Güterverkehr. Bellevue war die Heimat von Henry Morrison Flagler, als er sich mit John D. Rockefeller vereinigte, um Standard Oil Company zu gründen. Das Eigentum seines ehemaligen Bellevuer Wohnsitzes auf der Südweststraße ist die gegenwärtige Position des Mad River and Nickel Plate Railroad Museum. Lokale Schüler besuchen die Bellevue High School.

## Persönlichkeiten
- William Herman Haas (* 20. Juni 1872 in Bellevue, Ohio; † 5. November 1960 in Evanston, Illinois), Geograph, Geologe und Hochschullehrer
- Frank McKim Swartz (* 31. März 1899 in Bellevue, Ohio; † 2. Dezember 1982 in Tucson, Arizona), Paläontologe, Geologe  und Hochschullehrer